# پامپلیکو (کارولینای جنوبی)
پامپلیکو(به انگلیسی: Pamplico) شهری در ایالت کارولینای جنوبی کشور ایالات متحده آمریکا است که جمعیت آن در سرشماری سال ۲۰۱۰ میلادی، ۱٬۲۲۶ نفر بوده‌است.